# سیارک ۸۳۴۸
سیارک ۸۳۴۸ (به انگلیسی: 8348 Bhattacharyya، نامگذاری:1988BX) هشت هزار و سیصد و چهل و هشتمین سیارک کشف شده‌است که در ۲۶ ژانویه ۱۹۸۸ کشف شد.